# Precovery

Fotografia scattata il 17 novembre 1976 dall'Osservatorio di Siding Spring e raffigurante il corpo scoperto solo nel 2005.

Precovery (prediscovery) è un termine usato in astronomia che descrive il processo atto a ritrovare in vecchie fotografie d'archivio le immagini o di corpi celesti che si muovono, come i pianeti nani, le comete e gli asteroidi, allo scopo di calcolarne l'orbita in modo più accurato, o di oggetti fissi, come le stelle variabili per studiare la loro variabilità nel passato o per scoprire eventuali loro passate esplosioni: le immagini precovery sono usate anche per misurare la velocità di spostamento delle stelle vicine o ad alta velocità galattica. Il nome si basa sul termine inglese pre-recovery (pre-recupero, o recupero [di un] precedente); recuperare un oggetto, mediante nuove osservazioni di immagini già visionate precedentemente.
Per calcolare accuratamente l'orbita di un qualsiasi oggetto del sistema solare è necessario misurare la sua posizione in diverse occasioni: la precisione con cui viene calcolata l'orbita sarà tanto maggiore, quanto maggiore è la distanza temporale tra le varie misurazioni. Quando si scopre un nuovo oggetto si avranno a disposizione solo osservazioni preliminari relative a pochi giorni o settimane, sufficienti per un calcolo approssimativo dell'orbita.
Quando un oggetto ha un particolare interesse, per esempio un asteroide prossimo alla Terra che potrebbe collidere con il nostro pianeta, si possono usare le tecniche di precovery. Usando i dati orbitali preliminarmente calcolati si prevede il punto in cui l'oggetto si sarebbe dovuto trovare analizzando vecchie immagini d'archivio (a volte antiche di decenni). Se l'oggetto vi appare sarà possibile ricalcolare l'orbita con un grado di precisione assai più elevato.
Prima dell'avvento dei computer era praticamente impensabile l'analisi e la misura per ogni oggetto scoperto, in quanto ciò avrebbe richiesto un immane lavoro manuale. Oggigiorno invece anche un piccolo computer può facilmente analizzare foto astronomiche digitalizzate e confrontarle con i cataloghi stellari on-line che contengono più di un miliardo di stelle con le relative posizioni. Perciò l'identificazione di nuovi pianeti nani ha avuto un notevole incremento dalla metà degli anni novanta.

## Esempi
- Un caso estremo di precovery è il seguente. Il 31 dicembre 2000 venne scoperto un oggetto che fu designato con la sigla: 2000 YK66, e venne calcolato che la sua orbita sarebbe passata molto vicina a quella terrestre. La precovery ha rivelato che esso era già stato scoperto il 23 febbraio 1950, contrassegnato provvisoriamente come 1950 DA, e poi perso per più di mezzo secolo. Il periodo di osservazione, eccezionalmente lungo, ha così permesso di calcolarne l'orbita in maniera inusualmente precisa, e di concludere che l'asteroide aveva una piccolissima probabilità di entrare in collisione con la Terra. Quando l'orbita di un asteroide è stata calcolata con una sufficiente precisione, a esso può essere assegnato una sigla definitiva, 29075 nel caso di 1950 DA, ed eventualmente anche un nome, che segue immediatamente il codice numerico, come per esempio 99942 Apophis.
- L'asteroide 69230 Hermes era stato scoperto, e gli fu assegnato un nome, nel 2003. In seguito all'analisi precovery risultò che era già stato osservato nel 1937 e poi perso di vista, e gli era anche stato dato un nome. Di conseguenza gli venne ridato il precedente nome di "Hermes".
- Un altro caso limite di precovery ha riguardato il pianeta Nettuno. Galileo Galilei lo aveva osservato in due occasioni, il 28 dicembre 1612 e il 27 gennaio 1613, in un periodo durante il quale il pianeta, visto dalla Terra, si trovava vicinissimo a Giove, venendo addirittura occultato da Giove nel corso del gennaio 1613[1] (occultazione non osservata da Galileo). Dal momento che Nettuno si muove molto lentamente e la sua visibilità è particolarmente debole, Galileo lo prese per una stella, rimandandone così la "scoperta" al 1846, ben 233 anni dopo. Tuttavia, a differenza di quanto è possibile fare con le immagini fotografiche, i disegni come quelli che Galileo fece non sono di solito sufficientemente precisi da potere essere usati per ricalcolare le orbite degli oggetti.